# Sangue romagnolo
Sangue romagnolo è un film muto del 1916 diretto da Leopoldo Carlucci.
È il sesto episodio del serial cinematografico Cuore (1915-1916), in cui due attori bambini, Ermanno Roveri e Luigi Petrungaro, si alternano come protagonisti dei nove racconti mensili del romanzo di Edmondo De Amicis. Qui è il turno di Luigi Petrungaro, interprete anche di La piccola vedetta lombarda, Il tamburino sardo e L'infermiere di Tata, mentre a Ermanno Roveri furono affidati Il piccolo patriota padovano, Il piccolo scrivano fiorentino, Valor civile, Dagli Appennini alle Ande e Naufragio..
L'episodio Sangue romagnolo, uno i racconti mensili del libro Cuore di Edmondo De Amicis, è stato adattato quattro volte per il cinema o la televisione. Dopo Luigi Petrungaro nel 1916 ne sono stati protagonisti Duilio Cruciani nel 1973 e Luca Bardella nel 2001. L'attore bambino interprete di "Ferruccio" nella miniserie televisiva diretta da Luigi Comencini del 1984 non è accreditato.

## Produzione
Il film fu prodotto in Italia da Gloria Film.

## Distribuzione
Fu distribuito da Gloria Film nelle sale cinematografiche italiane nel 1916.